# 李景繁
李景繁（1438年—1514年），字邦泰，号澹菴，河南開封府儀封縣人，明朝官员。成化乙丑進士。

## 生平
成化元年（1465年）乙酉科河南鄉試第六十六名。成化五年（1469年）登三甲第三十九名進士，初授三原縣知縣，擢太仆寺丞，尋改工部主事，陞员外郎、郎中，弘治三年（1490年）奉敕管理河道，又分司徐州。六年升任山西右參議，总督粮储。十四年擢四川右參政，以病致仕。

## 家族
高祖李萬，仕元为万户。曾祖父李伯通。祖父李原，贈知县。父亲李榮，太仆寺寺丞。母趙氏，封安人。